# Đặng Lương Mô
Đặng Lương Mô (1936 – 6 tháng 5 năm 2025) là một nhà khoa học người Việt Nam trong lĩnh vực vi mạch. Phần lớn cuộc đời ông sống và làm việc tại Nhật Bản. Ông được coi là nhà khoa học đi tiên phong trong việc phát triển ngành công nghệ vi mạch tại Việt Nam trong những năm qua. Ông là cố vấn cao cấp tại Trung tâm Nghiên cứu và đào tạo thiết kế vi mạch (ICDREC) trực thuộc Đại học Quốc gia Thành phố Hồ Chí Minh đồng thời là cố vấn Giám đốc Đại học Quốc gia Thành phố Hồ Chí Minh. Trong sự nghiệp của mình, ông đã có hơn 300 công trình nghiên cứu và 13 bằng phát minh sáng chế được công nhận tại các nước có nền khoa học công nghệ phát triển.

## Thân thế và sự nghiệp
Đặng Lương Mô sinh năm 1936 tại Kiến An, Hải Phòng trong một gia đình Công giáo.Sau khi hoàn thành bậc trung học phổ thông tại miền Bắc, năm 1953, ông theo gia đình di cư vào Sài Gòn lập nghiệp. Tại đây, ông đậu thủ khoa vào Trường Quốc gia Kỹ sư Công nghệ (tiền thân của Khoa Cơ khí, Trường Đại học Bách khoa, Đại học Quốc gia Thành phố Hồ Chí Minh). Năm 1957, ở tuổi 21, ông được tuyển chọn và nhận học bổng của Chính phủ Nhật Bản sang học ngành điện tử. Tốt nghiệp Đại học Tokyo vào năm 1962, hai năm sau, ông lấy bằng Thạc sĩ và năm 1968 ông bảo vệ thành công luận án Tiến sĩ khoa học tại đây.
Từ năm 1968 đến năm 1971, ông là chuyên viên nghiên cứu của Viện Nghiên cứu Trung ương Toshiba Nhật Bản. Thời gian sau đó ông về nước giảng dạy tại Đại học Khoa học Sài Gòn (nay là Trường Đại học Khoa học Tự nhiên Thành phố Hồ Chí Minh). Cùng khoảng thời gian này, ông còn giảng dạy tại Học viện Quốc gia Kỹ thuật (nay là Trường Đại học Bách khoa Thành phố Hồ Chí Minh) với chức danh giám đốc trường điện (tương đương chủ nhiệm khoa điện ngày nay).
Từ năm 1973, ông là Viện trưởng Học viện quốc gia kỹ thuật (tương đương với chức danh Hiệu trưởng Đại học Bách khoa Sài Gòn ).
Năm 1975, ông trở lại nước Nhật tiếp tục công việc làm chuyên viên nghiên cứu cao cấp của Viện Nghiên cứu Trung ương Toshiba Nhật Bản.
Từ năm 1983 đến năm 2002, ông được mời làm giảng viên với cương vị Giáo sư tại trường Đại học Hosei, Tokyo, Nhật Bản.
Trong những năm tháng ở nước ngoài, ông vẫn luôn hướng về đất nước. Ngay từ năm 1989, ông đã vận động các trường đại học, các quỹ ở Nhật Bản tài trợ, giúp các giảng viên của Trường Đại học Bách khoa Thành phố Hồ Chí Minh và Trường Đại học Khoa học Tự nhiên Thành phố Hồ Chí Minh sang Nhật Bản tu nghiệp, thành lập và cung cấp thiết bị nghiên cứu cho Phòng thí nghiệm mô phỏng và thiết kế vi mạch tại Khoa Điện - Điện tử tại Trường Đại học Bách khoa Thành phố Hồ Chí Minh...
Năm 2002, ông trở về Việt Nam và định cư tại Thành phố Hồ Chí Minh. Ngay sau khi về nước, ông đã tham gia giảng dạy và hướng dẫn sau đại học tại Trường Đại học Bách khoa TP. Hồ Chí Minh, đảm nhiệm vai trò Trưởng ban vận động thành lập Câu lạc bộ khoa học kỹ thuật Việt kiều… Đặc biệt, ông đã đặt nền móng cho sự ra đời của Trung tâm Nghiên cứu và đào tạo thiết kế vi mạch (ICDREC), Phòng Nghiên cứu thiết kế và mô phỏng vi mạch và Chương trình đào tạo sau đại học hướng vi điện tử trực thuộc Đại học Quốc gia Thành phố Hồ Chí Minh.

## Thành tựu
Trong thời gian công tác tại Nhật Bản, các công trình nghiên cứu của ông lần lượt ra đời không chỉ gây tiếng vang trên nước Nhật mà còn được nhiều chuyên gia trên thế giới biết đến. Khởi đầu sự nghiệp khoa học, ông đã thành công với phương pháp giải quyết vấn đề dòng điện rò rỉ ở mạch cổng của kiểu transitor JFET. Sau đó, ông tiếp tục tham gia chương trình nghiên cứu lớn cấp thành phố toàn quốc VLST (vi mạch quy mô lớn) do chính phủ Nhật tài trợ.
Giữa thập kỷ 1970, Nhật Bản triển khai chương trình quốc gia 5 năm với mục tiêu là thiết kế và chế tạo đại trà những chip có quy mô tích hợp hàng triệu transistor mang tên VL Project. Sự thành công của dự án này đã đưa Nhật Bản trở thành quốc gia đi đầu về công nghệ vi mạch. GS.TS. Đặng Lương Mô là một trong những nhà khoa học có nhiều đóng góp quan trọng trong chương trình này. Hàng trăm bài báo của ông được đăng tải trên những tạp chí khoa học nổi tiếng ở Nhật Bản, Hoa Kỳ, châu Âu đã đưa tên tuổi của Ryo Dang (tên tiếng Nhật của ông) trở thành quen thuộc với các chuyên gia hàng đầu về lĩnh vực vi mạch - bán dẫn. Đồng thời, 13 phát minh sáng chế của ông được quốc tế công nhận, không chỉ có ý nghĩa học thuật mà còn có tính ứng dụng cao trong sản xuất. Đặc biệt công trình khoa học mang tên ông "Mô hình Transistor Mosfet" (còn gọi là "Dang Model") đăng trên tạp chí của Hội IEEE (Hội kỹ sư Điện - Điện tử - Tin học Hoa Kỳ) năm 1979 đã được đưa vào giáo trình giảng dạy của hầu hết các trường đại học công nghệ ở Mỹ, trong đó có cuốn sách Transistors: Fundamentals for the Integrated-Circuit Engineer xuất bản năm 1990. Mô hình này của GS.TS. Đặng Lương Mô được ứng dụng rộng rãi trong các thập niên 1980-1990 và được thế giới công nhận là người đầu tiên đưa ra mô hình SPICE ổn định nhất trong việc mô phỏng linh kiện bán dẫn.
Kể từ khi về nước định cư năm 2002, GS.TS. Đặng Lương Mô được coi là nhà khoa học đi tiên phong trong việc phát triển ngành công nghệ vi mạch một cách có hệ thống tại Việt Nam trong những năm qua. Với vai trò cố vấn Giám đốc Đại học Quốc gia Thành phố Hồ Chí Minh, ông được coi là cha đẻ cho sự ra đời của bộ ba công trình: Trung tâm Nghiên cứu và đào tạo thiết kế vi mạch (ICDREC), Phòng Nghiên cứu thiết kế và mô phỏng vi mạch và Chương trình đào tạo sau đại học hướng vi điện tử.
Phòng Nghiên cứu thiết kế và mô phỏng vi mạch thành lập năm 2000 tại Trường Đại học Bách khoa Thành phố Hồ Chí Minh là phòng thí nghiệm đầu tiên tại Việt Nam về ứng dụng và mô phỏng dùng vi mạch chế sẵn FPGA. Trung tâm Nghiên cứu và đào tạo thiết kế vi mạch (ICDREC) thành lập năm 2005 tại Đại học Quốc gia Thành phố Hồ Chí Minh. Chương trình đào tạo sau đại học hướng vi điện tử chính thức bắt đầu từ năm 2007 tại Trường Đại học Khoa học Tự nhiên Thành phố Hồ Chí Minh. Bộ ba này làm thành một quy trình đào tạo nhân lực cho thiết kế vi mạch nói riêng, cho nền công nghiệp vi mạch nếu có sau này của Việt Nam nói chung. Nếu Phòng Nghiên cứu thiết kế và mô phỏng vi mạch đã đi đầu trong hoạt động giới thiệu công nghệ vi mạch chế sẵn FPGA về Việt Nam và đóng góp vào hoạt động đào tạo chính quy tại Khoa Điện - Điện tử của Trường Đại học Bách khoa Thành phố Hồ Chí Minh trong những năm qua, thì Chương trình sau đại học hướng vi điện tử tại Khoa Điện tử - Viễn thông của Trường Đại học Khoa học Tự nhiên Thành phố Hồ Chí Minh là chương trình sau đại học chính quy đầu tiên tại Việt Nam giảng dạy bằng tiếng Anh với sự cộng tác rộng rãi của các giảng viên Việt kiều và người nước ngoài. Trong ba công trình trên của Giáo sư Đặng Lương Mô thì Trung tâm Nghiên cứu và đào tạo thiết kế vi mạch (ICDREC) được biết đến nhiều hơn cả nhờ một số thành tựu nổi trội trong những năm qua như sản xuất thử nghiệm thành công ba con chip mang tên SIGMA-K3, VN8-01 và TH-7150, đồng thời tạo ra được một số lõi IP...
Ông cũng tích cực tham gia hợp tác thiết kế và chế tạo thử nghiệm thành công chip vi xử lý 32 bit đầu tiên tại Việt Nam là VN1632, mở ra hướng đi mới cho ngành công nghiệp vi mạch vốn còn non trẻ tại Việt Nam. Sự thử nghiệm thành công những con chip made in Vietnam đầu tiên đã khiến Chính phủ quyết định công nghệ vi mạch ở vị trí hàng đầu trong số 46 ngành công nghệ cao được ưu tiên đầu tư phát triển tại Việt Nam.

## Ghi nhận
Nhiều công trình nghiên cứu của GS.TS. Đặng Lương Mô đã được trích đăng hoặc trích dẫn trong các sách nghiên cứu xuất bản tại Mỹ, nhất là sách giáo khoa sử dụng tại các đại học Mỹ. 
Năm 1984, GS.TS. Đặng Lương Mô nhận bằng khen thành tích xuất sắc của Công ty Toshiba (Nhật Bản). 
Năm 1991, ông nhận bằng khen về sự đóng góp xuất sắc cho Hội nghị Quốc tế ICCAD.
GS.TS. Đặng Lương Mô đã được bầu làm Hội viên chính Viện Hàn lâm khoa học New York từ năm 1992. Ông cũng được bầu là Hội viên thượng cấp của Hội Kỹ sư điện - Điện tử - Tin học (IEEE) của Hoa Kỳ. Tại Nhật Bản, với các cống hiến khoa học tại Viện Nghiên cứu Trung ương Toshiba và Đại học Hosei, ông đã được trao bằng khen và cảm tạ.
Năm 1995, ông có tên trong danh sách những người nổi tiếng trên thế giới trong danh bạ Marquis Who’s Who In The World.
Năm 2003, ông nhận bằng khen của Ủy ban nhân dân Thành phố Hồ Chí Minh cho các kiều bào có công đóng góp cho sự phát triển của thành phố.
Ông còn nhận được bằng khen của Ủy ban nhân dân Thành phố Hồ Chí Minh những năm 2005, 2006, 2010, 2011 vì đã có công đóng góp trong nhiều hoạt động khác của thành phố.
Năm 2004, ông được trao tặng Giải thưởng Vinh danh nước Việt dành cho những đóng góp lớn của ông với nền khoa học công nghệ của đất nước và Huy chương vì sự nghiệp Khoa học Kỹ thuật của Liên hiệp hội Khoa học Kỹ thuật Việt Nam.
Năm 2012, ông nhận được Huy hiệu Thành phố Hồ Chí Minh.
Năm 2015, ông được tặng thưởng Huân Chương Lao Động hạng 3 cho những đóng góp về giáo dục đại học và nhất là về xây dựng nền công nghiệp vi mạch Việt Nam.
Năm 2017, ông nhận được bằng khen và cảm tạ của Thống đốc Abe Shuichi, Tỉnh Nagano, Nhật Bản, vì đã làm cầu nối về nhiều mặt giữa Tỉnh Nagano và Thành phố Hồ Chí Minh.
Với những đóng góp to lớn, Giáo sư Đặng Lương Mô đã được vinh danh là một trong 60 cá nhân tiêu biểu có cống hiến đặc biệt cho Thành phố Hồ Chí Minh trong 50 năm qua (1975 - 2025).

## Qua đời
Ngày 6 tháng 5 năm 2025, ông qua đời tại Bệnh viện Quân y 175, Thành phố Hồ Chí Minh sau thời gian dài chống chọi với bệnh tật.